# Cuphea inflata
Cuphea inflata är en fackelblomsväxtart som beskrevs av S.A. Graham. Cuphea inflata ingår i släktet blossblommor, och familjen fackelblomsväxter. Inga underarter finns listade i Catalogue of Life.